# 창내역
창내역(Changnae station, 倉內驛)은 경기도 평택시 오성면 창내리에 위치한 평택선의 역이다. 캠프 험프리스 미군기지 인입선(숙성기지선)이 이 역에서 분기한다.

## 역사
- 2015년 2월 24일 : 평택선 사용개시 고시[1]